# Clackamas (tribu)

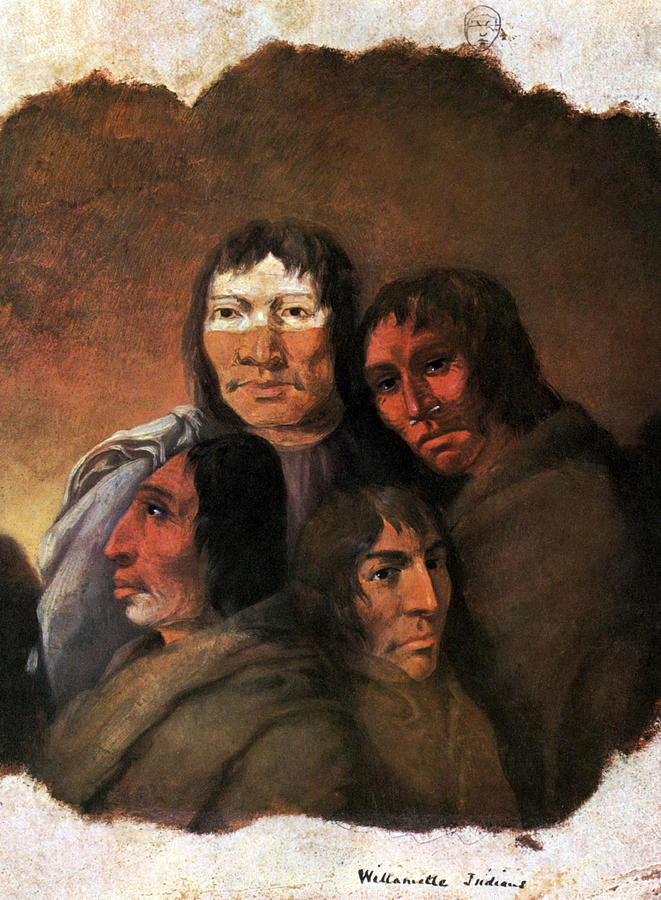
Representació de la tribu per part de l'artista Paul Kane.

Els clackamas són una tribu d'amerindis dels Estats Units situats a l'estat d'Oregon que tradicionalment vivien al llarg del riu Clackamas a la vall de Willamette. Lewis i Clark estimaren llur població en 1.800 individus el 1806. Aleshores la tribu vivia en 11 llogarets i subsistia de la pesca i recollir arrels.
Pel 1855, els 88 membres supervivents de la tribu foren re-assentats a Grand Ronde (Oregon), primer a la reserva índia de Grand Ronde; després es barrejaren en la població general.
Hi ha descendents dels clackamas entre els membres de les tribus confederades de la comunitat Grand Ronde d'Oregon.
Com d'altres tribus chinook practicaven la deformació craniana artificial. Des de la infància el cap es comprimeix entre plaques amb pendent i d'aquesta manera el front quedava enrere.
Ells són els propietaris tècnics del meteorit de Willamette.

## Llengua
La seva llengua ja extinta també es coneix com a clackamas, i és una de les llengües chinook, en concret una varietat d'alt chinook. Està estretament relacionas amb l'encara viva (però fortament amenaçada) Wasco-Wishram, que és una altra varietat d'alt chinook.
Un cert nombre de topònims al voltant del riu Columbia deriven del clackamas, particularment:
- Diversos indrets anomenats Clackamas;
- Diversos indrets anomenats Willamette.